# Cristo Redentor de Colón

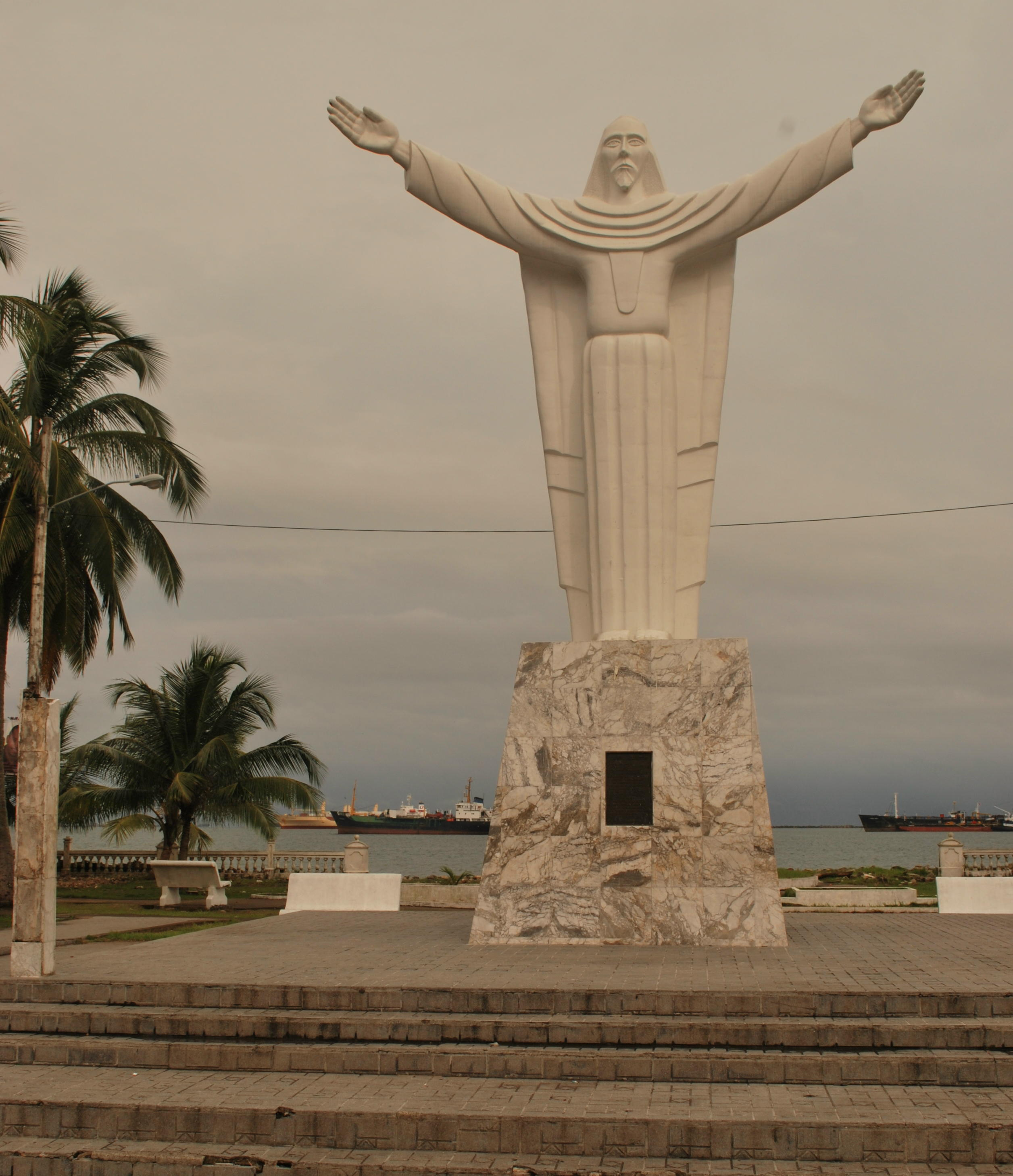
El Cristo Redentor, al final de la Avenida Central en Colón.

El Cristo Redentor de Colón, en la República de Panamá, es una escultura construida en 1995 por el escultor panameño Edgar Urriola Espino que se encuentra en la entrada del Canal de Panamá. 
Fue auspiciado por la Arquidiócesis y el Municipio de Colón; por el Monseñor Carlos María Aris y la administración del alcalde Alcibiades Gonzáles. 
Tiene una altura total de 25 pies, su pedestal es de 8 pies sobre una gradería de 2 pies y fue construido con paste de granito con marmolina y cemento blanco.
- Datos: Q5791673